# Mucklestone
Mucklestone est un village du Staffordshire, en Angleterre, situé à 7 km au nord-est de Market Drayton.

## Histoire
En 1459, la bataille de Blore Heath s'est déroulée non loin du village et la reine Marguerite d'Anjou est censée y avoir assistée depuis la tour de l'église de Mucklestone avant de prendre la fuite à cheval.

## Géographie
Un monument du néolithique qui est peut-être ce qui reste d'un site funéraire, est situé près de Mucklestone. Surnommé The devil's ring and finger, il est constitué de deux grosses pierres, l'une ronde et percée d'un trou de 50 centimètres de diamètre en son milieu et l'autre haute de 1,80 m et élancée.